# Patriarsze parafie w Stanach Zjednoczonych
Patriarsze parafie w Stanach Zjednoczonych (ros. Патриаршие приходы в США) – struktura grupująca parafie prawosławne na terytorium Stanów Zjednoczonych podległe Rosyjskiemu Kościołowi Prawosławnemu. Są to placówki duszpasterskie założone przez misjonarzy rosyjskich w czasie ich pracy w Ameryce Północnej, które po uzyskaniu autokefalii przez Kościół Prawosławny w Ameryce wyraziły wolę pozostania w jurysdykcji patriarchy Moskwy. Katedrą patriarszych parafii jest sobór św. Mikołaja na nowojorskim Manhattanie. Czasowo pełniącym obowiązki zwierzchnika patriarszych parafii jest biskup suroski Mateusz (Andriejew).

## Historia
Patriarsze parafie wywodzą się, podobnie jak parafie współczesnego Kościoła Prawosławnego w Ameryce, z misji, jaką od końca XVIII w. prowadził w Ameryce Północnej Rosyjski Kościół Prawosławny. Sukcesy misji sprawiły, że w 1905 została ona przekształcona w archieparchię z dwoma wikariatami. Całość pozostawała w jurysdykcji Rosyjskiego Kościoła Prawosławnego do konfliktu między arcybiskupem amerykańskim Platonem a locum tenens patriarchatu moskiewskiego Sergiuszem (Stragorodskim). Konflikt ten wybuchł na tle wymogu lojalności rosyjskich duchownych prawosławnych wobec władz radzieckich i zakończył się zerwaniem więzi kanonicznych. Od 1934 do 1946 obydwie struktury nie utrzymywały ze sobą kontaktów, zaś patriarchat moskiewski powołał do życia Egzarchat Amerykański z metropolitą Beniaminem (Fiedczenkowem) na czele, do którego przeszły te parafie, które poparły stanowisko metropolity Sergiusza (zobowiązanie lojalności). Dopiero w 1970 Rosyjski Kościół Prawosławny stosownym tomosem nadał Kościołowi w Ameryce status autokefaliczny. Egzarchat Amerykański został zlikwidowany, zaś wchodzące w jego skład parafie miały – w zamyśle autorów tomosu tymczasowo – tworzyć strukturę o nazwie Patriarsze parafie w Stanach Zjednoczonych. Jej zwierzchnik jest każdorazowo tytularnym biskupem jednego z miast w eparchii moskiewskiej.

## Podział administracyjny
Patriarsze parafie w Stanach Zjednoczonych są zgrupowane w następujące dekanaty:
- Dekanat Stanów Atlantyckich
- Dekanat Stanów Centralnych
- Dekanat Stanów Wschodnich
- Dekanat Stanów Zachodnich (obejmujący jedyną parafię na terytorium Meksyku).

Poza tym jako odrębna jednostka funkcjonuje parafia przy soborze św. Mikołaja w Nowym Jorku. Łącznie Patriarsze parafie w Stanach Zjednoczonych zrzeszają 35 placówek duszpasterskich, w tym jeden monaster.

## Zwierzchnicy
- biskup sierpuchowski Klemens (Kapalin), 1987–1990[3]
- biskup kliński Makary (Swystun), 1990–1992[4]
- biskup zarajski Paweł (Ponomariow)[5]
- biskup zarajski Merkuriusz (Iwanow), 2000–2009[6]
- biskup naro-fomiński Justynian (Owczinnikow), 2009–2014[7]
- biskup naro-fomiński Jan (Roszczin), 2014–2018[1]